# ChTZ-16

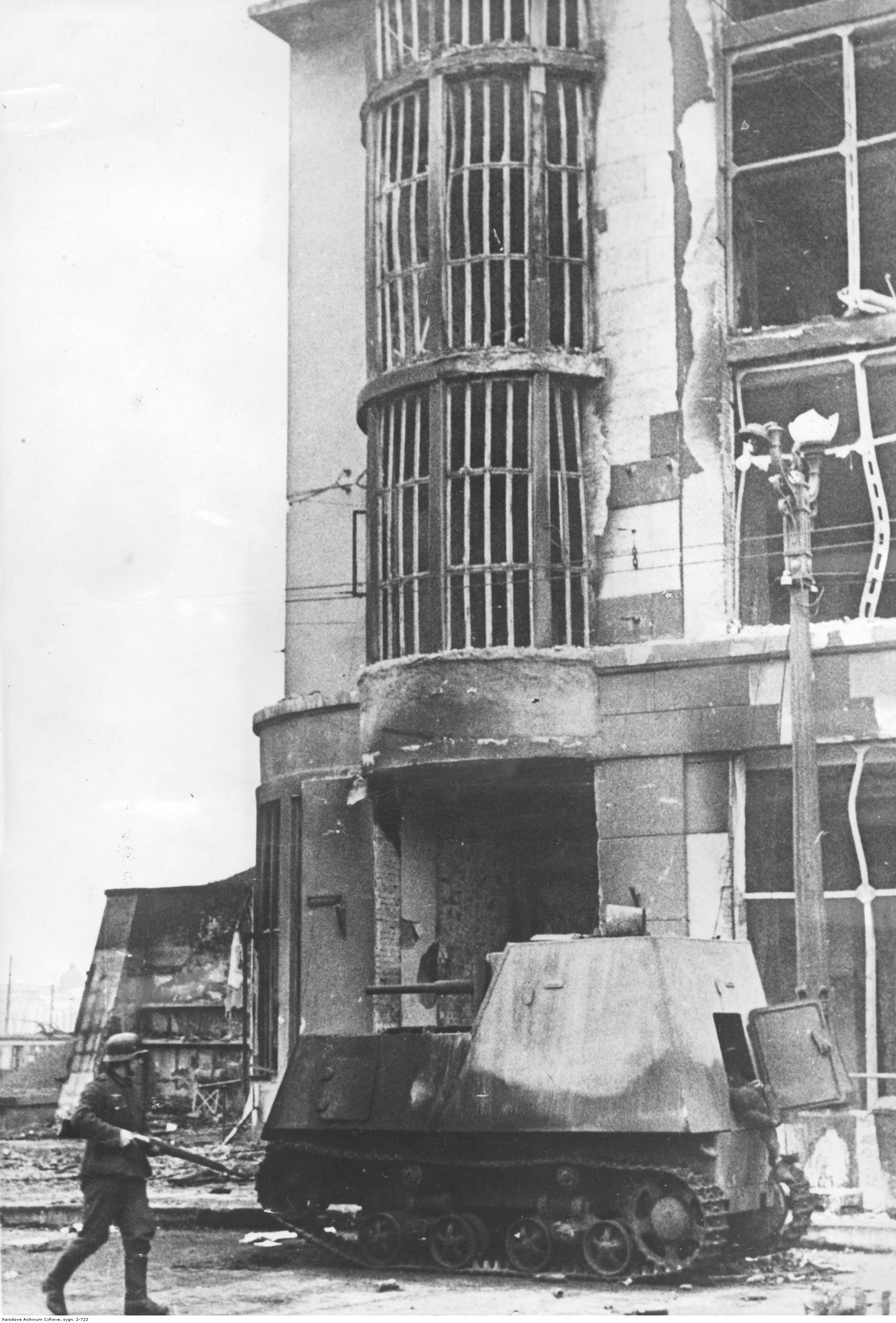
Charków po zajęciu przez wojska niemieckie. Zniszczony ChTZ-16

ChTZ-16 (oznaczenie wojskowe T16) – radzieckie działo samobieżne na bazie ciągnika rolniczego produkowane w Charkowskiej Fabryce Traktorów.

## Historia i konstrukcja
Po wybuchu Wielkiej Wojny Ojczyźnianej duże straty w czołgach latem 1941 roku, zmusiły dowództwo Armii Czerwonej do podjęcia pilnych działań. 20 lipca 1941 roku Państwowy Komitet Obrony ZSRR wydał dekret nr 019 O osłonie pancernej czołgów lekkich i o opancerzeniu ciągników rolniczych. Postanowiono uzbroić rolnicze ciągniki gąsienicowe w armatę wz. 1932 20-K kalibru 45 mm i używać ich jako dział samobieżnych. Projekt opancerzenia ciągnika, oraz całą dokumentację niezbędną do produkcji seryjnej zlecono do opracowania w biurze konstrukcyjnym NATI.
Na początku sierpnia 1941 roku NATI zbudowało cztery różne modele ciągników opancerzonych z działami czołgowymi kalibru 45 mm, na bazie ciągników: 1TMW, ChTZ-3, ChTZ-NATI i ChTZ-5. Po krótkotrwałych testach porównawczych wybrano do produkcji seryjnej wersję opartą na modelu ChTZ-NATI. Podczas opancerzania podwozie ciągnika zostało wzmocnione, zastosowano też gąsienice o drobniejszych ogniwach. Grubość pancerza wynosiła 10–25 mm. W opancerzonej kabinie zamontowano działo czołgowe kalibru 45 mm o ograniczonym kącie ostrzału. Do obrony przewożono zabierany do kabiny karabin maszynowy Diegtiariewa DP. Po wprowadzeniu do produkcji seryjnej w Charkowskiej Fabryce Traktorów, pojazd ten otrzymał oznaczenie ChTZ-16. Pojazd był obsługiwany przez dwuosobową załogę. Głównymi wadami ChTZ-16, podobnie jak wszystkich ciągników opancerzonych tego typu były: ekstremalnie niska prędkość, mała zdolność do jazdy w terenie i zwrotność, wysoka sylwetka, słaby pancerz, całkowity brak sprzętu radiowego do koordynacji działań w czasie walki, słaba widoczność i praktycznie nieruchome działo.
Na mocy dekretu GKO nr 019 z dnia 20 lipca 1941 roku ChTZ-16 został wprowadzony do produkcji. Plan przewidywał wyprodukowanie 800 sztuk ChTZ-16, od września do października 1941 roku w Charkowskiej Fabryce Traktorów.
Elementy opancerzenia miały być dostarczone przez Nowokramatorskie Zakłady Budowy Maszyn. Zakład z kolei otrzymywał w niewielkich ilościach płyty pancerne z zakładów w Mariupolu, co w efekcie opóźniało produkcję ciągników opancerzonych. W rezultacie fabryka wysłała do Charkowa około 100 kompletów opancerzenia dla ChTZ-16. Produkcja ChTZ-16 rozpoczęła się na początku września, 9 października 1941 roku zakład ewakuowano na Syberię, a 24 października Niemcy zajęli Charków.
Produkcja ChTZ-16 odbywała się nie tylko w Charkowie. 16 września 1941 roku Wiaczesław Małyszew, ludowy komisarz nowo utworzonego Ludowego Komisariatu Przemysłu Pancernego, podpisał rozkaz nr 8: W celu jak najszybszego wyprodukowania ciągnika pancernego ChTZ-16 rozkazuję: Natychmiast wysłać do STZ Stalingrad 500 ciągników przygotowanych do opancerzenia. Jednak Stalingradzka Fabryka Traktorów im. Feliksa Dzierżyńskiego (ros. Сталинградский тракторный завод имени Ф. Э. Дзержинского, CТЗ), była w tym czasie obciążona produkcją czołgów i nie była w stanie produkować ciągników opancerzonych w tak dużych ilościach. Niemniej jednak, pewna liczba ChTZ-16 została wyprodukowana w STZ Stalingrad.

## Użycie bojowe
Wyprodukowane ciągniki opancerzone weszły do służby w jednostkach przeciwpancernych sformowanych w Charkowskim Okręgu Wojskowym. Kompania przeciwpancerna 14 Brygady Pancernej otrzymała 8 ciągników opancerzonych ChTZ-16, 8 pojazdów przekazano do 71 Samodzielnego Batalionu Czołgów i 12 do 47 Dywizji Czołgów. 8 ChTZ-16 skierowano do 23 Rezerwowego Pułku Czołgów. Około 10–15 kolejnych ciągników pancernych ChTZ-16 wzięło udział w obronie Połtawy pod koniec września 1941 roku gdzie zostały utracone. W połowie października w ramach garnizonu charkowskiego sformowano odrębny oddział przeciwpancerny, który składał się z 47 jednostek pojazdów pancernych przestarzałych typów (25 T-27, 13 ChTZ (T-16), 5 T-26, 4 T-35). W dniach 23–25 października 1941 roku rozpoczęły się walki uliczne o Charków. W tych bitwach wszystkie pojazdy oddziału przeciwpancernego zostały albo zniszczone, albo porzucone podczas odwrotu. Dziesięć pojazdów wchodzących w skład 133 Brygady Pancernej wzięło udział w obronie Moskwy. Co najmniej 9 ChTZ-16 znajdowało się również w 150 brygadzie pancernej Frontu Briańskiego. Ostatnie ChTZ-16 zostały utracone w maju 1942 roku podczas nieudanej operacji charkowskiej.

## Podobne pojazdy
Prace nad opancerzonymi traktorami prowadzono także w oblężonej Odessie. W przeciwieństwie do projektu ChTZ-16, odeskie ciągniki opancerzone były montowane bez żadnej dokumentacji – wykorzystano wszystko, co było pod ręką. Zamiast stali pancernej montowano blachy ze stali okrętowej lub kotłowej. Nie było standardowego uzbrojenia: ciągniki z karabinami maszynowymi uzbrojone były w jeden lub dwa karabiny maszynowe Diegtiariewa DT 7,62 mm, lub jeden DSzk kalibru 12,7 mm. Wersja z armatą posiadała działo przeciwlotnicze kalibru 37 mm. Część tych pojazdów została zdobyta przez wojska rumuńskie. W sierpniu 1941 roku w zakładach w Leningradzie wyprodukowano do dziesięciu ciągników pancernych, opartych na podwoziu ChTZ-NATI. Konstrukcja i zastosowanie tych opancerzonych ciągników nie jest znana.

Wiadomo również o udziale improwizowanych pojazdów opancerzonych w obronie wysp Moonsundzkich – wysp w zachodniej Estonii na Bałtyku: Sarema, Hiuma, Muhu i Vormsi. W celu wzmocnienia obrony, obrońcy wysp z własnej inicjatywy zbudowali kilka pojazdów opancerzonych na bazie ciągnika ChTZ-NATI, uzbrojonych w karabiny maszynowe. Do tej pory udokumentowano obecność 2 tankietek i 5 lub 6 improwizowanych opancerzonych wozów bojowych na wyspach archipelagu we wrześniu-październiku 1941 roku. Według danych niemieckich łączna liczba zdobytych radzieckich jednostek pancernych na wyspach wynosiła 18.

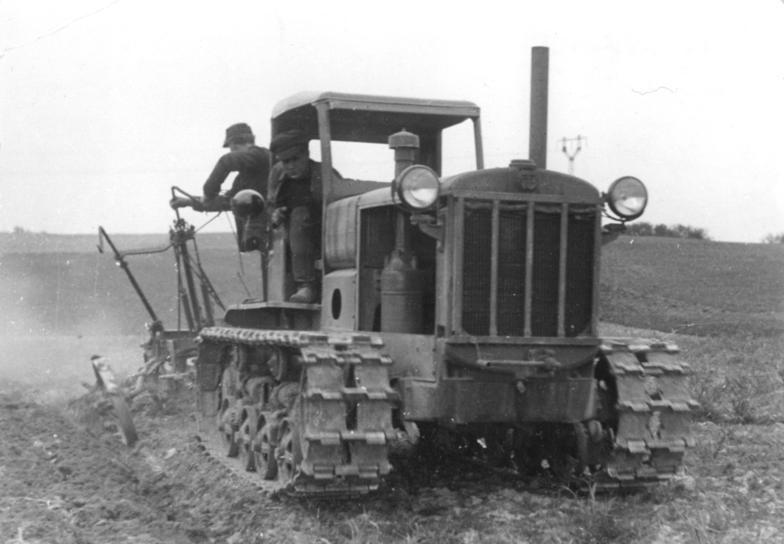
ChTZ-NATI Ciągnik bazowy
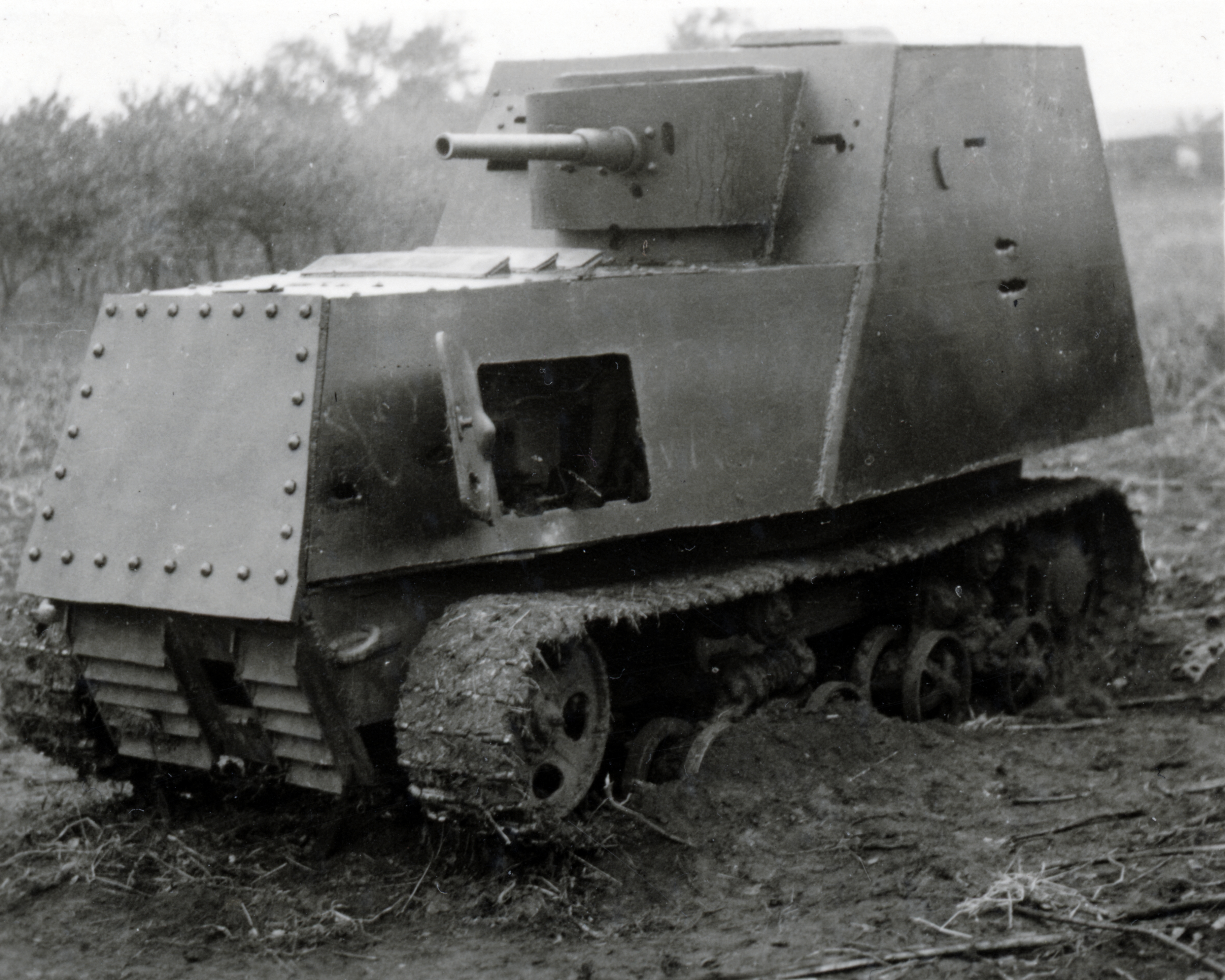
Zniszczony ChTZ-16 (widoczne przestrzeliny po pociskach)
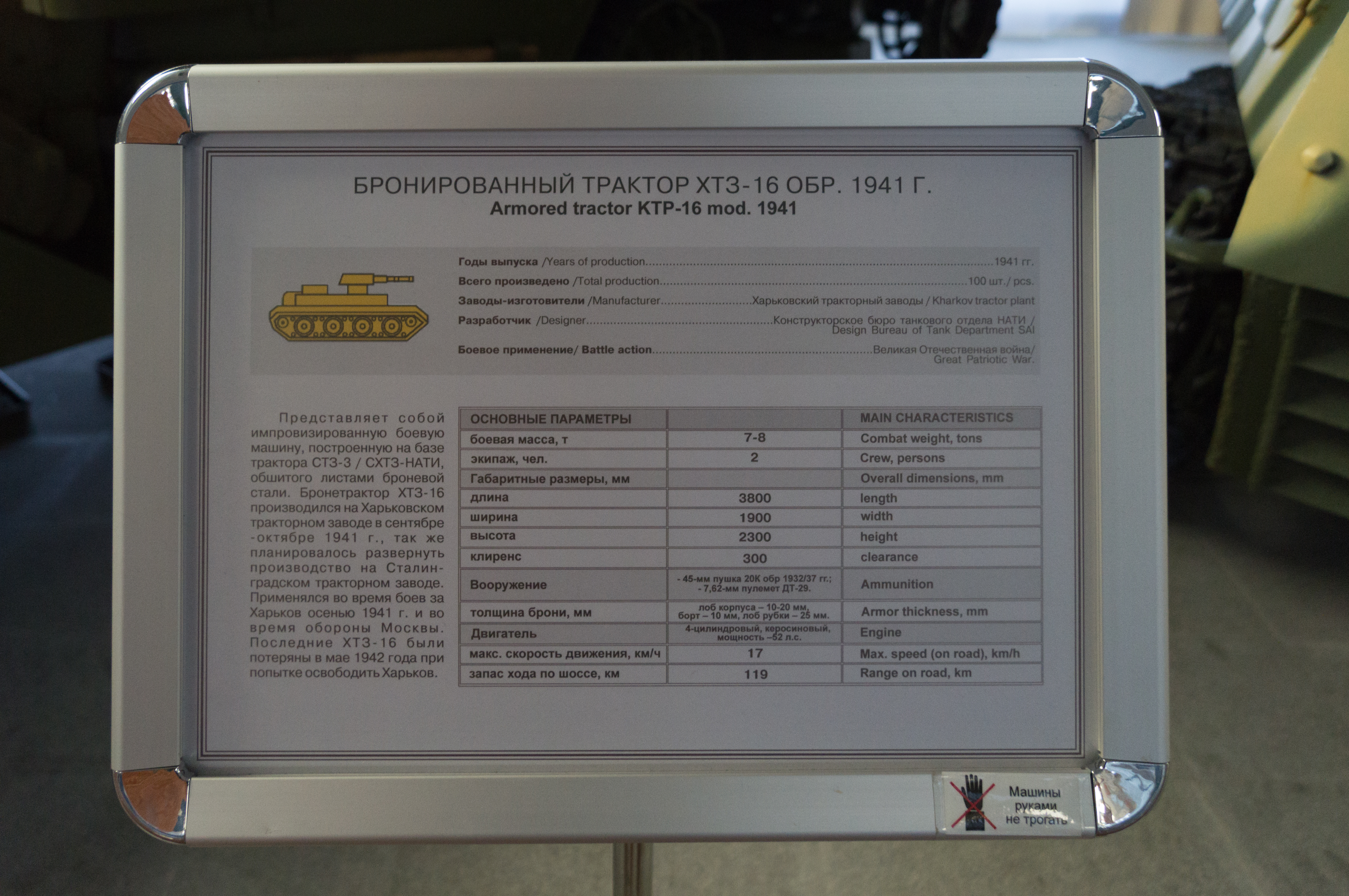
Tabliczka informacyjna ChTZ-16 w muzeum
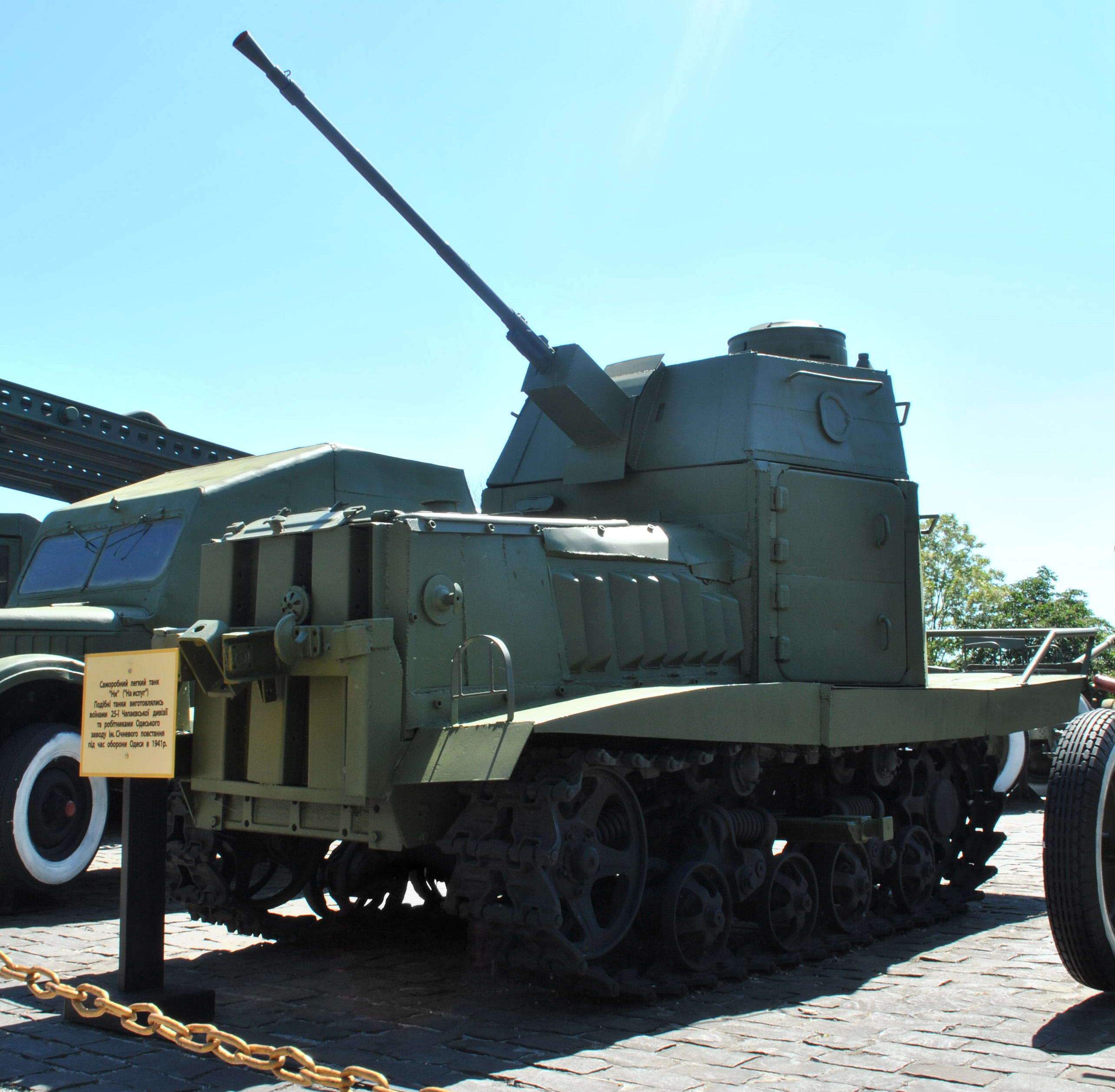
ChTZ-16 zbudowany w Odessie